# Féklap

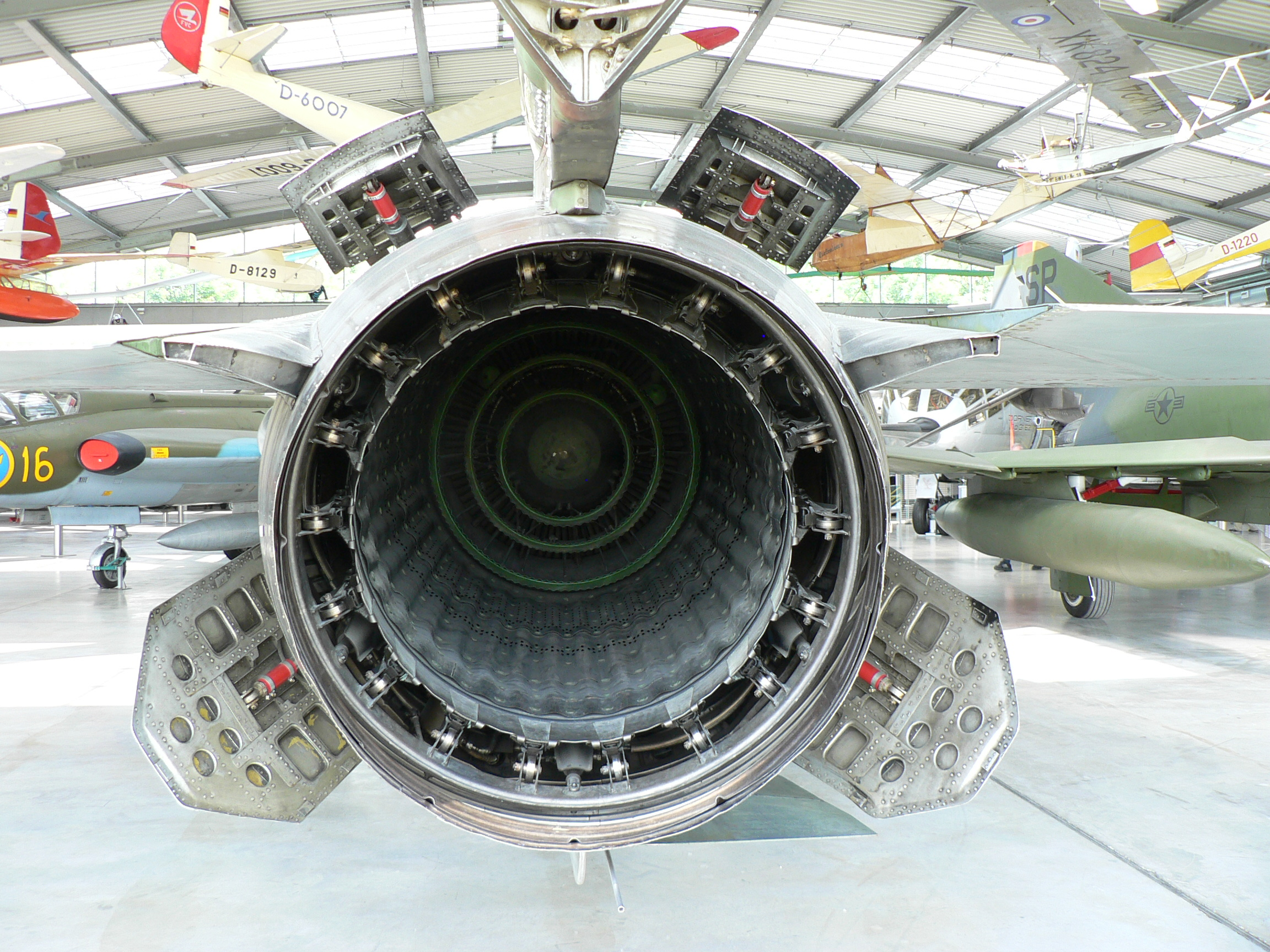
MiG–23 vadászrepülőgép nyitott törzsféklapjai

A féklap a repülőgépeknél használt ellenállás-növelő áramlásrontó szerkezet. Kialakítását tekintve két fő csoportja van, a törzsféklap és a szárnyféklap.

## Törzsféklap
A törzsféklapot általában a törzsvég közelében, annak két oldalán, szimmetrikusan helyezik el. Előfordul a törzs alatt és fölött is. Legtöbbször hidraulikus működtetésű. Ha perforált, akkor a törzs burkolólemezeiből a lukasztásnak megfelelő szemölcsök állnak ki, hogy csukott állapotban ne növelje a légellenállást.

## Szárnyféklap
A szárny féklapoknak több fajtája létezik.

### DFS-féklap

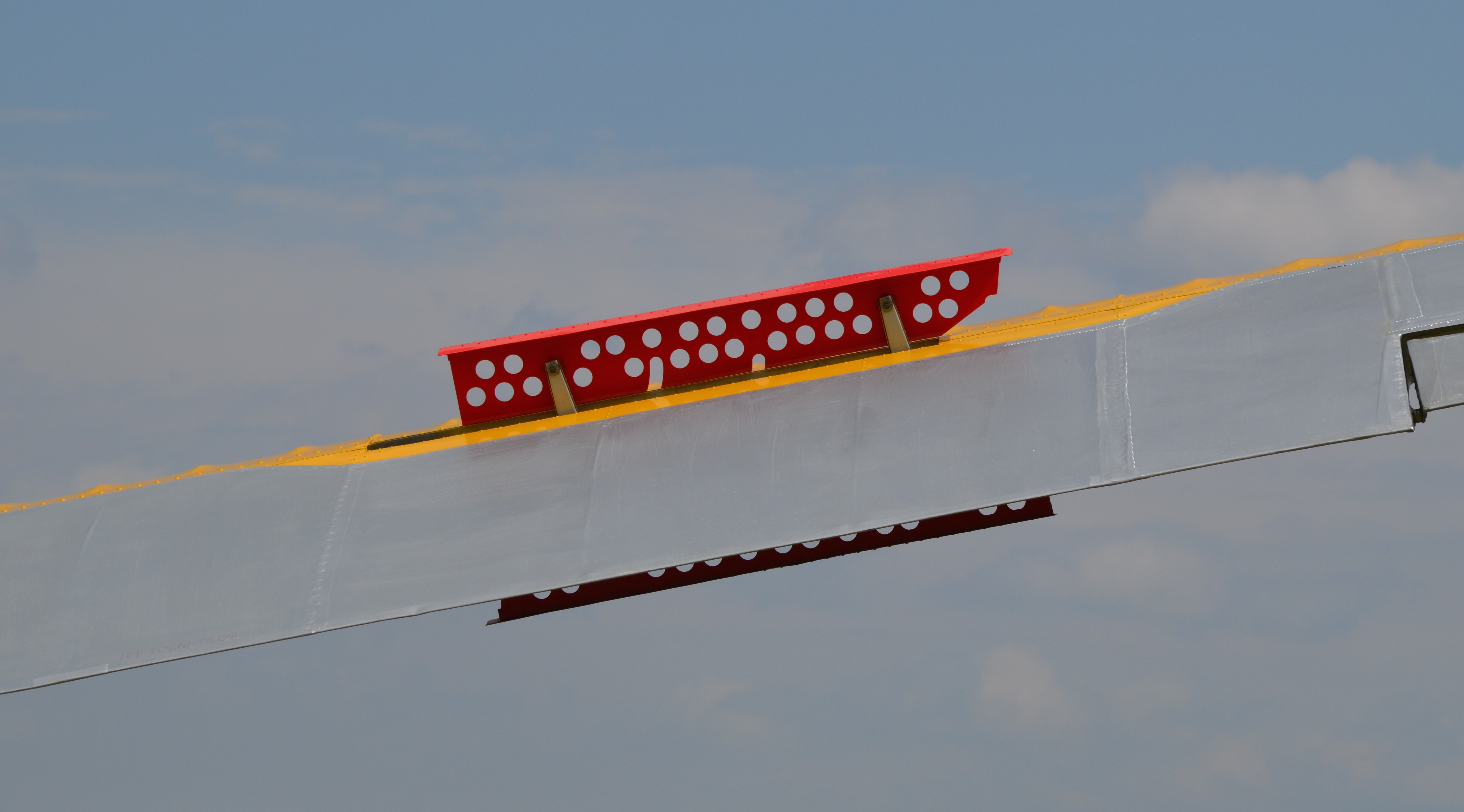
Nyitott állapotú DFS-féklapok R–26SU Góbé'82 vitorlázó repülőgépen

DFS-, vagy néven Schempp–Hirth-féklap mindkét szárny alsó síkjából lefelé, a fölső síkjából fölfelé az áramlásra gyakorlatilag merőlegesen kiemelkedő, tolórúddal működtetett sík lap. Gyakran perforált is. A repülőgép ellenállását növeli, a fölhajtóerőt csökkenti, mert a féklap szélességében a szárny körüli áramlást lerontja. A DFS-féklapot a szárny legnagyobb vastagságának környezetében szokták elhelyezni. Elsősorban  vitorlázó repülőgépeknél alkalmazzák. Előnye az egyszerű szerkezete és a hatásossága. Hátránya, hogy a szárnyat a legnagyobb vastagság helyén – tehát ahol a legnagyobb felhajtóerő keletkezik – a féklapszekrény hosszúságában teljes vastagságban át kell vágni, ez azzal jár, hogy a féklap környezetében a nyomáskülönbség az alsó és fölső szárnyfelület között megpróbál kiegyenlítődni. Teljesítmény vitorlázó repülőgépeknél régebben a rést papírral minden egyes fölszállás előtt leragasztották. A DFS-féklap alkalmas arra, hogy a repülőgépet bármely repülési helyzetben ne engedje a megengedett legnagyobb sebességnél jobban fölgyorsulni.

### Zuhanóféklap
Zuhanóféklapot a második világháború végéig alkalmaztak modernebb zuhanóbombázó repülőgépeken (pl. Ju 88-nál). Ez lényegében a szárny alsó felületén azzal párhuzamosan beépített szerkezet, amit használathoz egy a főtartóval párhuzamos tengely körül lefelé kifordítottak. Rendeltetése, hogy zuhanás közben a repülőgép ne érjen el a megengedettnél nagyobb sebességet. A le- és felszálláshoz más egyéb felhajtórőt növelő fékszárnnyal egészítették ki a zuhanóféklapot.

### Kilépőél-féklap
Kilépőél-féklap vagy más néven terpeszlap. Nemcsak áramlás rontó hanem egyben felhajtóerő növelő szerkezet. A szárny alsó felületét a kilépőél közelében egy tengely körül több fokozatban lefelé el lehet fordítani. Általában kis sebességű, kisméretű repülőgépeknél alkalmazták (pl. Zlín Z–526 Trener), de előfordult zuhanóbombázó repülőgépeknél is. Ilyen volt a Douglas SBD Dauntless is. Ennél a repülőgépnél a féklap szintén perforált volt.